# Manchester Rusholme (circonscription britannique)
La circonscription de Manchester Rusholme est une ancienne circonscription électorale du Royaume-Uni. Elle comprend trois wards du sud-est de l'agglomération de Manchester : Levenshulme, Longsight et Rusholme, qui lui donne son nom.
La circonscription est créée par le Representation of the People Act 1918 pour les élections générales de 1918 ; les trois wards appartenaient jusqu'alors à la circonscription de Stretford (en). Elle est abolie par le Representation of the People Act 1948 (en) et les trois wards sont répartis entre les circonscriptions de Manchester Ardwick (en) (Longsight), Manchester Gorton (Levenshulme) et Manchester Withington (Rusholme) à partir des élections de 1950.
Durant son histoire, Manchester Rusholme envoie presque systématiquement des députés du Parti conservateur à la Chambre des communes, sauf en 1923 et 1945.

## Liste des députés
| Élection | Député                    | Parti  | Parti                                | Majorité |
| -------- | ------------------------- | ------ | ------------------------------------ | -------- |
| 1918     | Robert Burdon Stoker      |        | Parti conservateur (coalition)       | 8 748    |
| 1919     | John Henry Thorpe         | 2 982  | Parti conservateur (coalition)       |          |
| 1922     | John Henry Thorpe         | 5 344  | Parti conservateur (coalition)       |          |
| 1923     | Charles Masterman         |        | Parti libéral                        | 2 025    |
| 1924     | Frank Boyd Merriman       |        | Parti conservateur                   | 5 569    |
| 1929     | Frank Boyd Merriman       | 3 272  | Parti conservateur                   |          |
| 1931     | Frank Boyd Merriman       | 18 498 | Parti conservateur                   |          |
| 1933     | Edmund Ashworth Radford   | 2 899  | Parti conservateur                   |          |
| 1935     | Edmund Ashworth Radford   | 10 420 | Parti conservateur                   |          |
| 1944     | Frederick William Cundiff | 1 760  | Parti conservateur                   |          |
| 1945     | Hugh Lester Hutchinson    |        | Parti travailliste                   | 10       |
| 1949     | Hugh Lester Hutchinson    |        | Groupe travailliste indépendant (en) | —        |